# Anton Biró
Anton Biró (* um 1820 in Szente; † 1. Dezember 1882) war ein k.u.k. Hofschlosser und Begründer der Eisenkonstruktions-Werkstätte und Brückenbau-Anstalt Biró in Wien.

## Geschichte

Constructions-Werkstätte von Anton Biró (vor 1900)

Schlosserei

Er gründete 1854 eine Bauschlosserei. Diese Firma entwickelte sich aus bescheidenen Anfängen mit der zunehmenden Bautätigkeit in Wien ab den 1870er Jahren bald zu einer der meistbeschäftigten Schlossereien in der Donaumonarchie. Anton Biró suchte den Wünschen und Vorstellungen der Architekten des neuen Wien Rechnung zu tragen und zog und bildete Kunstschlosser an, um den mit der reicheren Ausstattung der Neubauten verbundenen höheren Anforderungen gerecht zu werden. Er war auch einer der Ersten, welcher auf dem Gebiet der wiederauflebenden Kunstschlosserei bedeutende Erfolge erzielte.
Biró beteiligte sich in großem Maße an den Arbeiten für die Monumentalbauten der Wiener Stadterweiterung und vieler Privatpaläste.
Die Ausbildung, welche der Bau des Wiener Zins- und Geschäftshauses in den 1870er Jahren erfuhr, gab der Firma Gelegenheit, sich auch auf dem Gebiet der Eisenkonstruktion in ausgedehntem Maße zu betätigen. Schon Anfang der 1870er Jahre war die Werkstätte auf Dampfbetrieb und mit den entsprechenden Werkzeugmaschinen eingerichtet worden. Die Lieferungen der Firma begannen sich auf sämtliche Kronländer zu erstrecken und entfielen bis Ende der 1870er Jahre auch in bedeutenden Mengen auf Ungarn.
Der Chef der Firma wurde für seine Verdienste mit dem k.k. Hoftitel und dem Goldenen Verdienstkreuz ausgezeichnet. Die Firma prämierte auf den Ausstellungen wie die Weltausstellung 1873 in Wien, München 1876 und der Weltausstellung Paris 1878. Biró fungierte auch als Juror bei der Ausstellung in Triest 1882.
Nach seinem Tod übernahmen seine Söhne Josef und Ludwig Biró die Leitung des Unternehmens, welches im Jahre 1884 durch die Übersiedlung in die neuen Fabrikgebäude an der Fasangasse 49 und Hohlweggasse 30 im 3. Bezirk Landstraße bedeutend erweitert wurde. Die Gebäude umfassten Ende der 1890er Jahre eine Schlosserwerkstätte und eine Konstruktionswerkstätte, eine Montagehalle, eine Schmiede, eine Bohrerei, ein Maschinen- und Kesselhaus, ein Pumpenhaus, einen Reißboden, verschiedene Magazine und Depots, ferner ein technisches und kommerzielles Büro, ein fotografisches Atelier, sowie Werkführer- und Aufseherwohnung. Es arbeiteten vier hydraulische Nietmaschinen, sechs Loch- und Schneidmaschinen, eine Trägersäge und Biegemaschine, 30 Bohrmaschinen, zwei Blechrichtmaschinen und ein Kompressor zum pneumatischen Betrieb diverser Werkzeugmaschinen. Eine Dynamomaschine und eine Akkumulatorenanlage besorgten die elektrische Beleuchtung und den Antrieb elektrischer Bohrmaschinen.
Von durchschnittlich 300 Arbeitern des Unternehmens arbeitete circa die Hälfte in der Schlosserei, die andere Hälfte in der Konstruktionswerkstätte.
Von dem beschäftigten Personal war ein Vorarbeiter im Jahre 1898 seit 39 Jahren, ein Werkführer seit 37 Jahren im Unternehmen tätig. Sechs Vorarbeiter standen seit mehr als zwanzig und etwa 15 Arbeiter seit mehr als zehn Jahren im Dienste der Firma.
Die Gebrüder Ludwig und Joseph Biró erhielten ebenfalls wie ihr Vater den k.u.k. Hoflieferantentitel. Das Unternehmen Anton Biró wurde durch die Weiterführung der Söhne und der Zusammenarbeit mit A. Kurz in L. und J. Biró & A. Kurz umbenannt. Diese fusionierte 1905 mit dem Büro von Rudolph Philip Waagner und heißt seit 1924 Waagner-Biro.

## Arbeiten

Die Baustelle der Linzer Eisenbahnbrücke im März 1900, Blick Richtung Westen (flussaufwärts)

Seit 1892 auch für Brückenbau eingerichtet, hatte sich die Fabrik Biró an dem Bau der Wiener Stadtbahn, sowie an Lieferungen von Brücken für die k.k. österreichische Staatsbahnenen maßgeblich beteiligt. Zu den Kunstschmiedearbeiten der Firma zählten:
- die Gitterabschlüsse an den Seitenportalen und am Riesentor vom Stephansdom;
- die Kunstschlosserarbeiten im Palais der deutschen Botschaft in Wien;
- in der Hofburg insbesondere das Prachttor gegen den Michaelerplatz;
- die reichen Gittertore am Fürst von Fürstenberg’schen Schlosspark in Donaueschingen und
- am fürstlichen Konak in Sofia.